# Personalunion
En personalunion er en union af to eller flere stater med fælles regent, hvor landene i øvrigt er uafhængige af hinanden og er selvstændige, blandt andet med separat lovgivning. Begrebet tillægges den tyske jurist Johann Stephan Pütter, som introducerede termen i Elementa iuris publici germanisi (Elementer af tysk lovgivning) i 1760. Personalunioner forekom hyppigt i middelalderen, men er efter industrialiseringen sjældent forekommende. De stater, som indgår i Commonwealth er i dag suveræne selvstændige stater med fælles formel regent, Charles 3. af Storbritannien. Det moderne suverænitetsbegreb er vanskeligt at forene med strukturen i en personalunion.

## Dannelse og opløsning[4]
Personalunioner opstår, når regenten i et land vælges til regent i et andet, som da de litauiske storfyrster og de sachsiske kurfyrster blev valgt til konger i Polen i henholdsvis 15.—16. århundrede og 1697—1763, eller ved, at samme fyrste bliver regent i begge lande, som det var tilfældet i Preussen og Neuenburg 1707—1857 og i Schwarzburg-Rudolstadt og Schwarzburg-Sondershausen 1911—1918. Personalunioner medfører ikke noget retligt fællesskab mellem de to lande, og disse behøver heller ikke at have fælles udenrigs- og sikkerhedspolitik.  Personalunioner har imidlertid i flere tilfælde været udgangspunkt for en nærmere sammenknytning, der udsætter det ene land for at komme i afhængighed af det andet og blive inddraget i dets krigerske forviklinger. Det er en af grundene til, at nogle landes forfatninger, fx den tidligere danske grundlovs § 4, udtrykkeligt krævede rigsdagens samtykke, for at kongen kunne blive regent i et andet land, ligesom det kan nævnes, at en tronforbindelse mellem Danmark og Grækenland blev forbudt ved Traktaten af 13. juli 1863. 
En personalunion opløses enten når den fælles monark opgiver tronen i det ene land, som f.eks. da Karl 5. af Spanien i 1556 nedlagde den tyske krone, eller ved at to ulige personer på grund af forskelle i tronfølgereglerne arver kronen i de to lande. Således opløstes personalunionen mellem England og Hannover 1714—1837 og mellem Nederlandene og Luxembourg 1815—1890, da en kvinde kom på tronen i det ene land, men i det andet kun var mænd der havde ret til tronen.

## Personalunioner med Kongeriget Danmark
1. Kalmarunionen var en personalunion mellem Danmark, Norge og Sverige, hvor hvert land bevarede sit rigsråd.
2. Danmark-Norge: Kongerigerne Danmark og Norge forblev efter Kalmarunionens opløsning i personalunion indtil 1536, som blev afløst af en realunion med det norske rigsråds afskaffelse.[6]
3. Kongeriget Danmark var i personalunion med hertugdømmerne Slesvig og Holsten fra 1460-1864, desuden med Lauenburg 1814-1864. Ved nederlaget i 2. slesvigske krig kom omkring 200.000 dansksindede i Slesvig under tysk herredømme.[7]
4. Danmark og Island var i personalunion fra 1. december 1918 til 17. juni 1944. I 1918 vedtog den danske Rigsdag en lov, Forbundsloven, som anerkendte Island som en selvstændig, suveræn stat med fælles udenrigspolitik i personalunion med Danmark.[8]

## Andre eksempler på personalunioner
1. Sverige-Norge-Skånelandene, 1300-tallet.
2. Sverige-Norge var i personalunion fra 1814-1905, hvor Norge valgte at opløse unionen og blev et selvstændigt monarki.
3. Sverige var fra 1592 til 1599 i personalunion med Polen-Litauen.
4. Kongeriget Polen og Storfyrstendømmet Litauen var i personalunion fra 1386 til 1401 (Kongeriget Polens krone), og fra 1447 til 1569 (efterfulgt af den polsk-litauiske realunion, stadig sammen under Kongeriget Polens krone)
5. Storbritannien og Irland var i personalunion fra 1707 til 1801, hvor de to kroner forenedes i Det Forenede Kongerige
6. Storbritannien (fra 1801 Det Forenede Kongerige) og Hannover 1714-1837
7. Kejserriget Østrig og kongeriget Ungarn var i personalunion 1867 – 1918.

En modsætning til en personalunion er for eksempel en føderation.